# عزيزي جون (فلم)
عزيزي جون (بالإنجليزية: Dear John) هو فيلم رومنسي درامي أُصدر في الولايات المتحدة سنة 2010. الفيلم من إخراج لاسا هالستروم وكتابة جيمي ليندن. ومن بطولة كل من تشانينج تيتوم وأمانديا سيفريد.

## طاقم التمثيل
- تشانينج تيتوم (بدور: جون تايري)
- أمانديا سيفريد (بدور: سافانا لين كورتيس)
- سكوت بورتر (بدور: راندي)
- ريتشارد جينكينز (بدور: السيد. تايري)
- هنري توماس (بدور: تيم ويدين)
- بريدين ريد (بدور: ألين الصغير)
- لوك بينوورد (بدور: ألين (14 سنة))

## الميزانية والإيرادات
بلغت تكلفة إنتاج الفيلم حوالي 25 مليون دولار بينما حقق أرباحا تقدر بـ 114,977,104 دولار.

## وصلات خارجية
- مقالات تستعمل روابط فنية بلا صلة مع ويكي بيانات